# Håvard Bakke
Håvard Bakke, född 2 april 1974, är en norsk skådespelare, röstskådespelare och sångare.
Bakke slog igenom som skådespelare 1990, med sin roll som Pelle i Döden på Oslo C. Bakke är också noterbart känd för sin roll som Scott Wallace i Hotel Cæsar, Langemann i Kapten Sabeltand - kungen på Havet och som Simba i den norska dubbningen av Lejonkungen.
Bakke har även varit verksam som sångare i bandet Sordid Conditions.
Bakke är sedan 2016 gift med skådespelerskan Ida Holten Worsøe.

## Filmografi (urval)
Källor:
| År   | Titel                              | Roll                 | Notering          |
| ---- | ---------------------------------- | -------------------- | ----------------- |
| 1990 | Döden på Oslo C                    | Pelle                | Film              |
| 1992 | Giftige Løgner                     | Pelle                | Film              |
| 1992 | Dødelig kjemi                      | Ivar Jensen          | TV-serie          |
| 1993 | De blå ulvene                      | Pelle                | Film              |
| 1993 | Den Otroliga Vandringen            | Chance               | Film (Norsk röst) |
| 1994 | Lejonkungen                        | Simba                | Film (Norsk röst) |
| 1997 | Herkules                           | Herkules             | Film (Norsk röst) |
| 1997 | Anastasia                          | Dimitri              | Film (Norsk röst) |
| 1998 | Nini                               | Politibetjent        | TV-serie          |
| 2003 | Sejer - Elskede Poona              | Evensen              | TV-serie          |
| 2003 | Buddy                              | Dag                  | Film              |
| 2006 | Mirakel                            | Conrad               | Film              |
| 2006 | Hotel Cæsar                        | Scott Wallace        | TV-serie          |
| 2007 | Varg Veum - Bittra blomster        | Bård Farang          | Film              |
| 2009 | Karl III                           | Børre Tryvann-Larsen | TV-serie          |
| 2011 | Kapten Sabeltand - kungen på havet | Langemann            | TV-serie          |
| 2012 | Hjem                               | Oskar                | TV-serie          |
| 2014 | Mammon                             | Inger Maries mann    | TV-serie          |
| 2021 | Julestjerna                        | Carsten-Morten       | TV-serie          |
| 2022 | Jentetur                           | Anders               | Film              |